# Hermannia
Hermannia  es un género de plantas con flores con unas 400 especies perteneciente a la familia de las  Malvaceae. Es originario de México y África tropical. El género fue descrito por Carlos Linneo y publicado en Species Plantarum  2: 674, en el año 1753.   La especie tipo es Hermannia hyssopifolia L.

## Descripción
Son hierbas o pequeños arbustos. Las hojas enteras o dentadas. Las flores son hermafroditas, de color amarillo, rojo, púrpura o blanco, con 1 a varios pedúnculos axilares. El fruto es una cápsula dehiscente con 5 válvas.

## Etimología
El nombre del género fue otorgado en honor de Paul Hermann (1640-1695), profesor de botánica en Leiden y primer coleccionista en El Cabo.

## Especies seleccionadas
- Hermannia abrotanoides Schrad.
- Hermannia abyssinica Schum. ex Schinz
- Hermannia adenotricha K.Schum.
- Hermannia affinis K.Schum. ex Schinz
- Hermannia alnifolia Wall.
- Hermannia althaeifolia L.
- Hermannia althaeoides Eckl. & Zeyh.
- Hermannia amabilis Marloth ex K.Schum.
- Hermannia amoena Dinter ex Holzh.
- Hermannia angolensis K.Schum.

## Sinonimia
- Mahernia L.
- Trichanthera Ehrenb. (1829) non Kunth (1818)[3]